# ギヨーム (モルタン伯)
ギヨーム・ド・モルタン（フランス語：Guillaume de Mortain, 1084年以前 - 1140年以降）は、モルタン伯（在位：1095年 - 1106年）および2代コーンウォール伯（在位：1095年 - 1104年）。

## 生涯
ギヨームは、イングランド王ウィリアム1世の異母弟であるモルタン伯ロベールと、初代シュルーズベリー伯ロジャー・ド・モントゴメリーとメイベル・ド・ベレームの娘モード・ド・モントゴメリーの息子として、1084年以前に生まれた。
ギヨームは幼少の頃より、従兄弟であるイングランド王ヘンリー1世に対して激しい嫌悪感を抱いており、父親のモルタン伯領およびコーンウォール伯領だけでなく、伯父のバイユー司教オドが保持していたケント伯領もヘンリー1世に要求した。ギヨームの性格に関する手がかりは、ハイド年代記にギヨームについて「手に負えないほど乱暴者」と記されていること、またマルムズベリーのウィリアムがギヨームのことを「恥知らずな傲慢さ」を持っていたと記していることからうかがい知ることができる。ヘンリー1世はケント伯領に対するギヨームの要求を先送りし続け、代わりにマティルダ王妃の妹であるスコットランド王女メアリーとの結婚を提案したが、ギヨームは即座に拒否した。その後ヘンリー1世はメアリーをブローニュ伯ウスタシュ3世と結婚させた。ヘンリー1世はモントゴメリー家のギヨームの伯父らをイングランドから追放するまでギヨームの要求を阻止し続けた。その後、ヘンリー1世はギヨームが横領したとされるコーンウォールの領地を取り上げた。その後、ギヨームは激怒しノルマンディー公ロベール2世と手を組みノルマンディーに向かった。ノルマンディーにおいて、ギヨームはヘンリー1世の領地を攻撃したが、これはヘンリー1世にギヨームからイングランドにおける名誉をすべて剥奪する十分な理由を与えた。
ギヨームはタンシュブレーの戦い（1106年）においてロベール2世とともに捕らえられ、モルタンを剥奪された。ギヨームはロンドン塔に長年投獄され、1140年にロンドン塔からテムズ川を渡ったところにあるバーモンジー修道院でクリュニー会修道士となった。